# روبرتو غاليندو
روبرتو غاليندو (بالإسبانية: Roberto Galindo) هو لاعب كرة قدم بوليفي، ولد في 14 أكتوبر 1980 في كوتشابامبا في بوليفيا. شارك مع منتخب بوليفيا لكرة القدم. أما مع النوادي، فقد لعب مع ذي سترونغيست ونادي خورخي ويلسترمان.

## وصلات خارجية
- روبرتو غاليندو على موقع قاعدة بيانات كرة القدم.إي يو (الإنجليزية)
- روبرتو غاليندو على موقع ناشيونال فوتبول تيمز (الإنجليزية)
- روبرتو غاليندو على موقع Soccerway.com (الإنجليزية)